# أشباه الزاحفات المنجلية
أشباه الزاحفات المنجلية (الاسم العلمي:†Drepanosauromorpha) هي أصنوفة منقرضة من الزواحف تتبع ثنائيات الأقواس.

## التصنيف
- الزاحفات المنجلية
  - زاحفات طويلة الأطراف
    - زاحفة طويلة الأطراف
    - الزاحفة المنجلية
- زاحفات ملتفة الذيل
  - زاحفة فالي